# William Marshall (illustrateur britannique)
Pour les articles homonymes, voir William Marshall et Marshall.
William Marshall (fl. 1617 - 1649) est un graveur et illustrateur britannique.
Très prolifique, il a illustré de nombreux ouvrages, notamment le Eikon Basilike.

## Biographie et œuvre
On ne sait rien de la vie de Marshall, si ce n'est à travers son travail de graveur, jugé comme « le plus prolifique des graveurs anglais primitifs. »

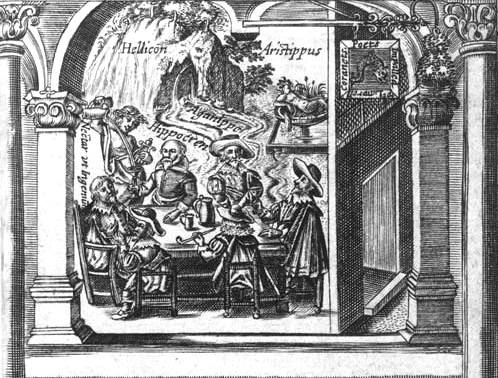
Frontispice de A Solemne Joviall Disposition Briefly Shadowing the Law of Drinking (1617), sa première œuvre connue.

Sa première œuvre connue est le frontispice de A Solemne Joviall Disposition Briefly Shadowing the Law of Drinking (1617). Dans les années 1630, il produit plusieurs portraits gravés et d'autres frontispices représentant des devins, poètes et autres figures du puritanisme liées à l'ordre établi par la Grande Église, telles que William Laud.
Son travail semble exclusivement consacré à l'illustration de livres, en réalisation de très nombreux frontispices, portraits et couvertures qu'il exécute pour Moseley et d'autres éditeurs.

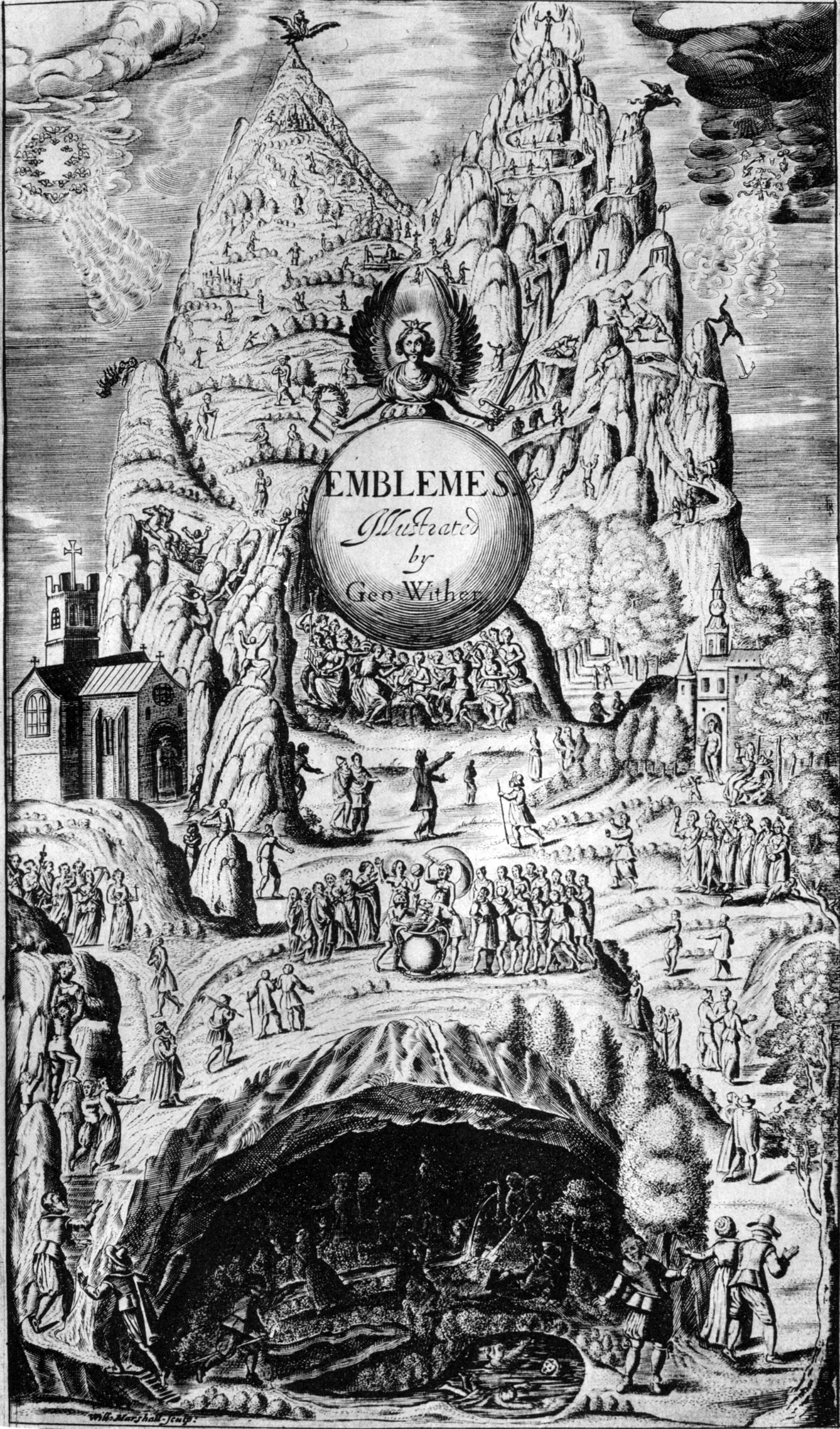
Frontispice de la Collection of Emblemes, Ancient and Moderne (1635).

Son travail le plus ambitieux est un frontispice très élaboré du livre de George Wither (en), Collection of Emblemes, Ancient and Moderne (1635), un inhabituellement complexe modèle de livre d'emblèmes, pour lequel il a aussi réalisé les emblèmes. Wither a laissé Marshall l'illustrer en lui donnant des instructions, mais s'est montré exaspéré par les résultats, trouvant les symboles employés incohérents et estimant le premier frontispice comme « perdu ». Il indique cependant, dans un long poème, qu'en partant d'un dessin apparemment incohérent symboliquement, il obtient finalement une vérité plus profonde. La partie inférieure du frontispice représente des gens errant dans une grotte, ayant apparemment émergé d'une piscine en forme d'utérus dans laquelle des nouveau-nés sont en train de nager. Les premiers sortent de la grotte pour tirer des lots que la déesse du Destin leur remet symboliquement par rapport à la place qu'ils auront dans le monde. Ils escaladent une montagne de deux sommets, représentant symboliquement le bon et le mauvais chemin de la vie. Le chemin vers le sommet de droite semble plus attractif dans un premier temps, mais devient escarpé et ne mène qu'à la mort ; celui de gauche semble d'abord plus difficile, mais devient ensuite plus agréable et mène au paradis. Une église chrétienne est représentée à gauche et un temple païen à droite.
Marshall a aussi créé quarante-et-un des soixante-dix-neuf plaques des Emblems of the life of man de Francis Quarles.

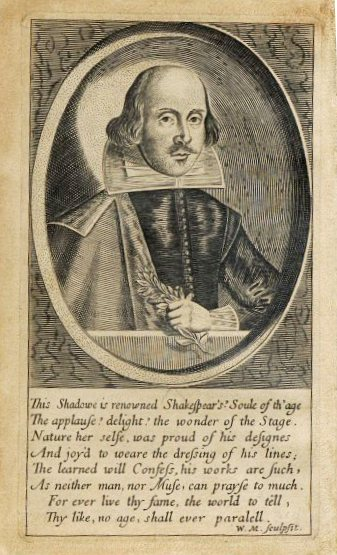
Portrait de Shakespeare par Marshall, pour l'édition de 1640 de ses poèmes.

En 1640, Marshall réalise un portrait de William Shakespeare pour l'édition (notablement mauvaise et imprécise) de John Benson (en) des sonnets du poète. C'est en réalité une version adaptée et inversée du portrait fait par Martin Droeshout.
Cinq ans plus tard, il produit une estampe de John Milton entouré de quatre muses pour une édition des Poèmes (en) de 1645. Les muses sont Melpomène (tragédie), Érato (poésie lyrique), Uranie (astronomie) et Clio (histoire). Comme Wither, Milton n'est pas satisfait du travail de Marshall, considérant le portrait très peu flatteur. Il a fait graver à Marshall des vers satiriques en grec sous l'image, ce qui est considéré comme une blague faite à Marshall, qui ignorait qu'il gravait des insultes à son encontre,.

## Style
Certaines des plaques de Marshall sont gravées suivant le style délicat et la finition des miniatures, ce qui donne à ses portraits un effet plaisant. Mais la plupart sont en fait assez grossières et mauvaises — ce qui est probablement dû à la faible rémunération qu'il devait percevoir pour ces œuvres.
On déduit de la monotonie du style de ses ornements que Marshall travaillait principalement d'après ses propres dessins. 
De ses portraits, précieux de par leur rareté et leur intérêt historique, les meilleurs sont ceux de John Donne à dix-huit ans (frontispice des Poems, 1635), de John Milton à trente-et-un ans avec les lignes en grec du pète (Juvenile Poems, 1645), de Shakespeare ('Plays', 1640), de Francis Bacon (Advancement of Learning, 1640), de Charles Ier à cheval, etc.. La page de titre dArcadian Princess de Richard Brathwait (1635) est peut-être la meilleure planche de Marshall, tandis que le frontispice de Eikon Basilike (1648) est le plus connu.

## LeEikon Basilike

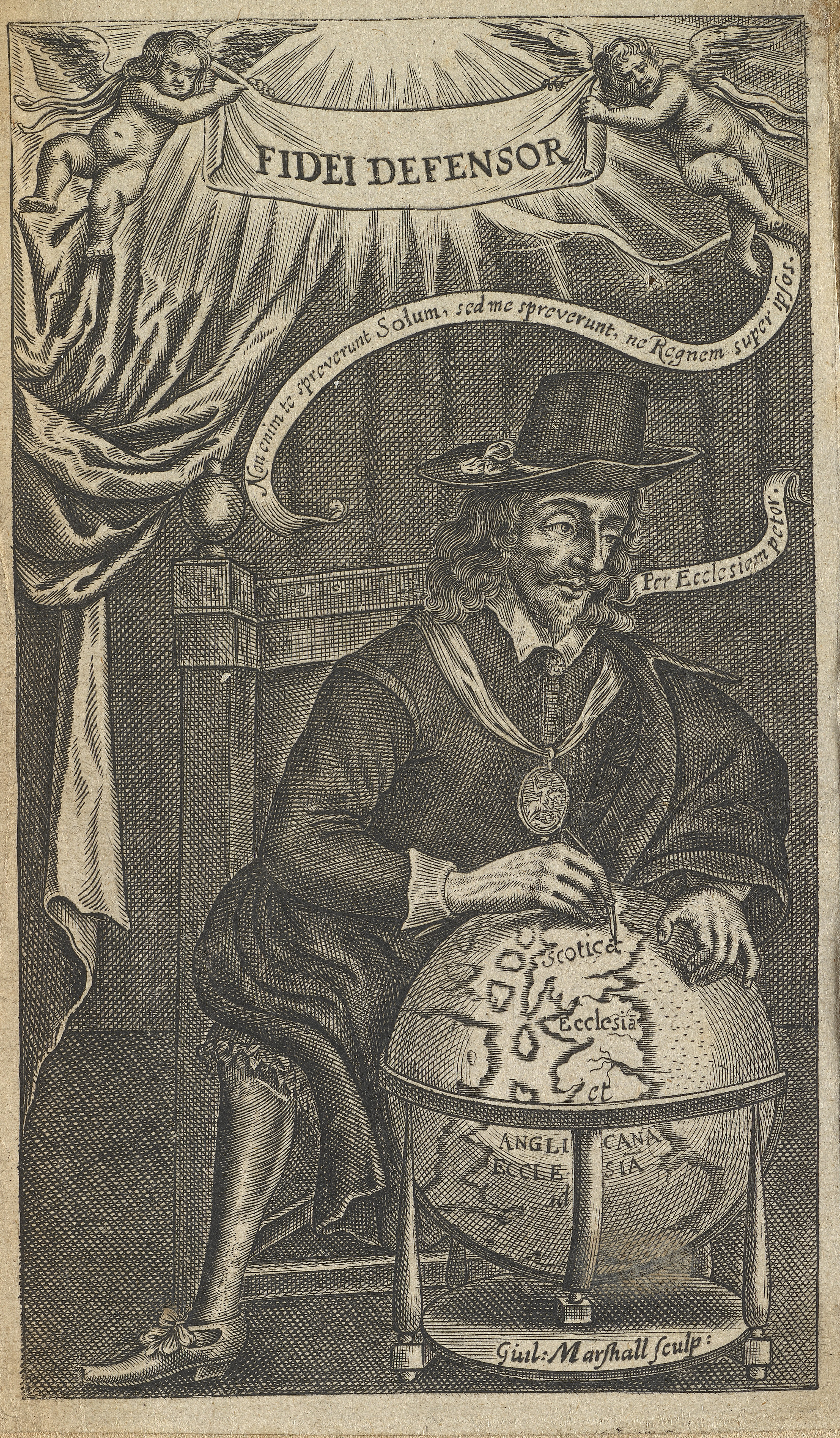
Portrait du roi Charles Ier, dans le Eikon Basilike (1649).

Après la fin de la Première révolution anglaise, quand le roi Charles Ier est jugé et condamné à être exécuté, un livre intitulé Eikon Basilike (en grec moderne : Eικων Bασιλικη, soit le « portrait royal »), et sous-titré The Pourtrature of His Sacred Majestie in His Solitudes and Sufferings (soit « Le portrait de Sa Majesté Sacrée dans Ses solitudes et souffrances ») est publié. L'ouvrage se voulait une autobiographie spirituelle écrite par le roi lui-même, et a été publié le 9 février 1649, dix jours après la décapitation du roi commandée par le Parlement d'Angleterre.
Marshall a créé l'image du frontispice, qui utilise le symbolisme dérivé du livre d'emblèmes traditionnel. Il décrit le roi comme un martyr chrétien. Le livre devient si populaire que Marshall a dû graver la plaque à sept reprises. Les paysages à gauche contiennent le palmier alourdi et le rocher ballotté par le vent et les vagues, emblématique de la ténacité du roi. Le rai de lumière descendant du paradis à travers l’œil du roi illustre sa vision de la sainte couronne du martyr, tandis qu'il ramasse la Sainte Couronne et rejette la couronne terrestre et le pouvoir matériel (représenté par la carte du monde sur laquelle il marche).
Le Eikon Basikike et son portrait de l'exécution de Charles en tant que martyr a eu tant de succès que, lors de la Restauration, une commémoration spéciale du roi le 30 janvier a été ajoutée au Livre de la prière commune, indiquant que ce jour-là doit être observé comme une occasion de jeûne et de repentance.
Il est admis que Marshall est mort en 1649, car nous n'avons plus de document le mentionnant après cette date, et la plaque du Eikon Basilke a été regravée une huitième fois cette année-là par un autre graveur, Robert Vaughan.